# Assassin's Creed Chronicles: India
Assassin's Creed Chronicles: India es el segundo videojuego de la serie crónicas, una trilogía de pagos descargables con protagonistas con unas historias un poco separadas de la historia principal, el juego saldrá el 12 de enero de 2016 para Playstation 4, Xbox One y PC; la versión de PS Vita estarán disponible el 5 de abril de 2016, como parte de un pack de la trilogía Chronicles de China y de Rusia.
El juego sigue la historia de Arbaaz Mir en Amritsar 1841, en medio de una guerra entre el imperio de Sikh y la East India Company, dos años después de los acontecimientos de la novela gráfica Brahman. Arbaaz debe recuperar el famoso Diamante Koh-i-Noor, una pieza poderosa del Fruto del Edén que pertenecía a la Hermandad de asesinos y los templarios se la apoderaron justo después de llegar a India. Al hacerlo, también él debe proteger a su Mentor, Hamid y su amante, la princesa Pyara Kaur.
Como parte de la serie chronicles, el juego se diferencia esteticamente de los demás juegos de esta sub saga, para comprender mejor la historia hay vídeos sobre la misma en Assassin's Creed II: Discovery.